# إيمريات
الإيمريات (الاسم العلمي: Eimeriidae) هي فصيلة من أسناخ صبغية تتبع رتبة الأكريات الحقيقية من طائفة المخروطانيات.

## التصنيف
- الإيمرية